# Stanisław Pagaczewski

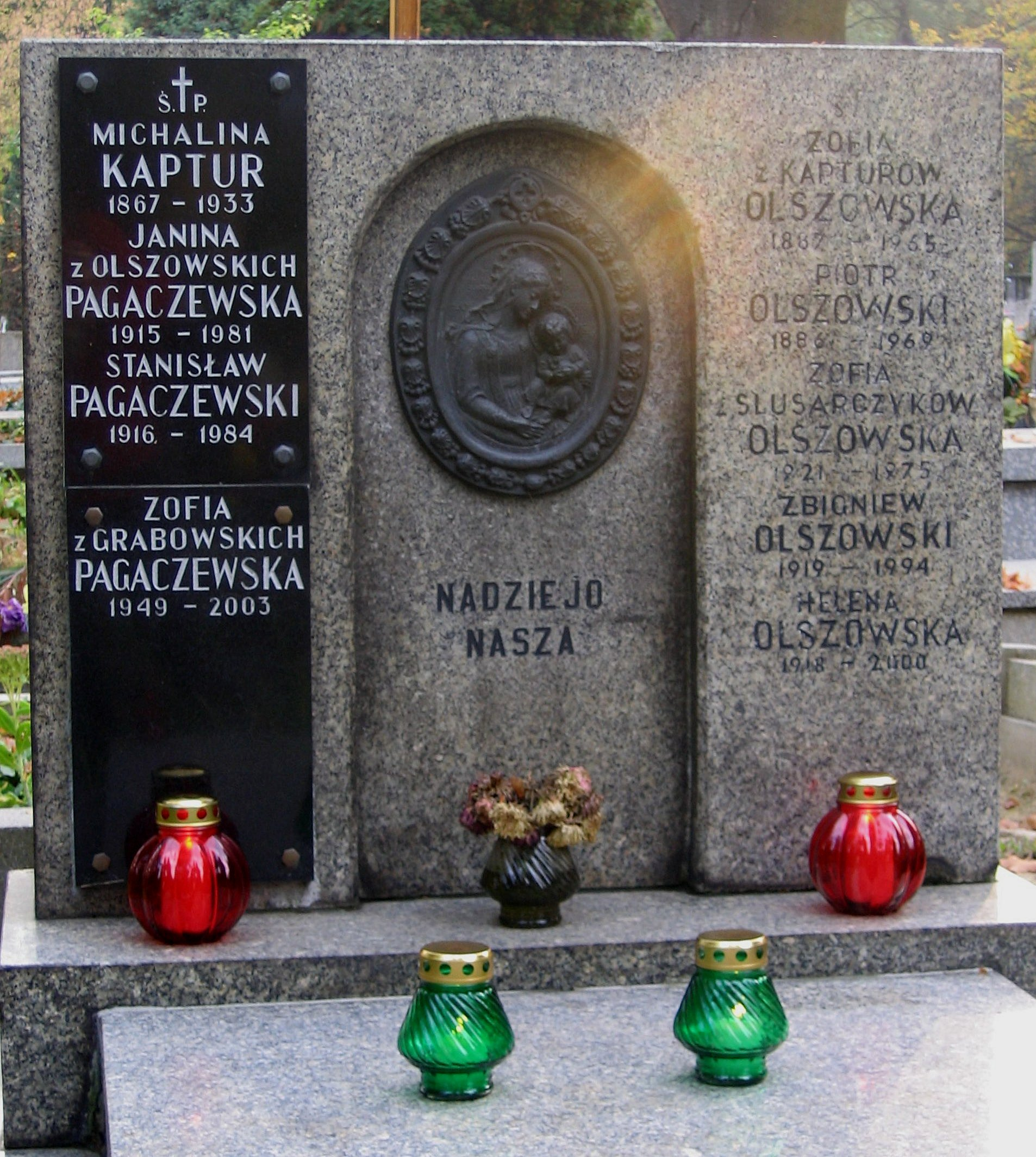
Grób Stanisława Pagaczewskiego na cmentarzu Rakowickim w Krakowie (fotografia z 2006 r.)

Stanisław Pagaczewski (ur. 9 lipca 1916 w Krakowie, zm. 7 czerwca 1984 tamże) – polski prozaik, poeta, reportażysta, autor książek dla dzieci oraz przewodników krajoznawczych. Twórca serii poświęconej przygodom Baltazara Gąbki, należącej do klasyki literatury dziecięcej.

## Życiorys
Był uczniem gimnazjum im. Henryka Sienkiewicza w Krakowie. Debiutował w 1933 na łamach krakowskiego dziennika „Czas” wierszem pt. „Wschód słońca”. Maturę zdał w 1934 i rozpoczął studia z zakresu polonistyki (także okresowo historii sztuki) na Uniwersytecie Jagiellońskim. Magisterium uzyskał po wybuchu II wojny światowej, na tajnym UJ.
W czasie wojny prowadził tajne nauczanie w Ciężkowicach, gdzie osiedlili się jego rodzice, wyjechawszy z Krakowa w obawie przed represjami. W 1943 zagrożony represjami gestapo przebywał w powiecie miechowskim. Do Krakowa powrócił w 1944.
W 1947 był członkiem redakcji „Dziennika Polskiego” i tygodnika „Sport i Wczasy”. Od 1948 do 1950 pełnił funkcję sekretarza odpowiedzialnego miesięcznika „Życie Nauki”, a w 1950 także kwartalnika „Ochrona Zabytków”. Od 1947 był działaczem turystycznym, przewodnikiem Polskiego Towarzystwa Krajoznawczego (późniejszy PTTK). W 1949 ukazały się jego pierwsze publikacje książkowe – przewodniki krajoznawcze pt. Dolina Dunajca od Pienin po Jezioro Rożnowskie i Czchów oraz Przez Mogilany i Obidową do Zakopanego, wydane przez Wydawnictwo Biura Turystyki Ministerstwa Komunikacji. Wielokrotnie wędrował szlakami Beskidów i Gorców.
W latach 1954–1956 był kierownikiem działu reportażu „Tygodnika Powszechnego” (w okresie „zawieszenia” redakcji Jerzego Turowicza, kiedy to z powodu odmowy publikacji nekrologu Józefa Stalina, w latach 1953–1956 pismo ukazywało się pod egidą PAX-u).
Od 1956 poświęcił się całkowicie pracy literackiej i zrezygnował z etatu w redakcjach. Swoje publikacje – głównie reportaże i utwory dla dzieci i młodzieży, publikował w czasopismach: „Płomyczek” (1949-1980), „Wieści” (1957, 1959, 1963, 1965–1968), „Kierunki. Tygodnik społeczno-kulturalny katolików” (1959–1962), „Życie Literackie” (1970–1974). W latach 1963–1966 był autorem 44 odcinków programu „Piękno Polski Południowej”, nadawanego przez Telewizję Polską. Współpracował też z Polskim Radiem w Krakowie, gdzie nadawano jego reportaże i słuchowiska (m.in.: „Diabelski kamień” (1966), „Córka marynarza” (1968), „Gospoda pod Upiorkiem” (1970)). W latach 60. i 70. XX w. często podróżował po Europie, Afryce Północnej i Bliskim Wschodzie.
W 1966 ukazała się pierwsza książka z cyklu przygód profesora Baltazara Gąbki pt. Porwanie Baltazara Gąbki. Ze względu na oryginalność, poczucie humoru oraz umiejętne wykorzystanie tradycyjnych motywów (książę Krak, Smok Wawelski) zdobyła popularność wśród młodych czytelników. W efekcie, w latach 1969–1970 powstał trzynastoodcinkowy serial animowany Porwanie Baltazara Gąbki, ciepło przyjęty przez telewidzów. Sukces książki i opartego na niej filmu skłonił autora do napisania dalszego ciągu przygód profesora Gąbki. Powstały kolejne powieści: Misja profesora Gąbki (1975; na jej podstawie, w latach 1978–1980 również trzynastoodcinkowy serial animowany Wyprawa profesora Gąbki) oraz Gąbka i latające talerze (1979). Do cyklu i jego bohaterów nawiązuje też ostatnia książka Pagaczewskiego – Przygoda na Rodos (1982).
Członek Związku Literatów Polskich (1959–1984; w latach 1972–1975 członek zarządu Oddziału Krakowskiego, od 1975 do 1978 przewodniczący Komisji Rewizyjnej tegoż oddziału), oraz Polskiego PEN Clubu (1970–1984). Od 1974 członek Stronnictwa Demokratycznego (był tam współzałożycielem Klubu Pisarzy SD im. Bolesława Prusa).
Stanisław Pagaczewski zmarł 7 czerwca 1984 w Krakowie. Został pochowany na cmentarzu Rakowickim w Krakowie.

## Życie prywatne
Był synem Juliana Pagaczewskiego (1874–1940), historyka sztuki i profesora Uniwersytetu Jagiellońskiego oraz Adolfiny z domu Till; bratem Janusza Pagaczewskiego (1906–1975) – sejsmologa, popularyzatora astronomii.
Mieszkał w Krakowie, w dzielnicy Krowodrza, przy ul. Edmunda Biernackiego 9, w kamienicy wybudowanej przez swego teścia, Piotra Olszowskiego. Przebywając w Ciężkowicach poznał swą późniejszą żonę, farmaceutkę Janinę Olszowską (ur. 15 marca 1915 w miejscowości Velké Meziříčí pod Brnem), z którą ożenił się w 1941. Mieli dwie córki: Annę i Ewę oraz syna, Tomasza. Żona zmarła 16 grudnia 1981, kilka dni po wprowadzeniu stanu wojennego.

## Odznaczenia i nagrody
- Złota odznaka PTTK (1956)
- Nagroda Wojewódzkiej Rady Narodowej w Krakowie w dziedzinie upowszechniania kultury (1974)
- Odznaka „Zasłużony Działacz Kultury” (1975)
- Odznaka „Za Zasługi dla Ziemi Krakowskiej” (1977)
- Krzyż Kawalerski Orderu Odrodzenia Polski (1978)
- Nagroda Prezesa Rady Ministrów za całokształt twórczości dla dzieci i młodzieży (1978)
- Order Uśmiechu (1978)[4]
- Nagroda im. Gustawa Morcinka I stopnia za całokształt twórczości literackiej (1979)

## Twórczość
- Dolina Dunajca od Pienin po Jezioro Rożnowskie i Czchów (przewodnik krajoznawczy; Wydawnictwo Biura Turystyki Ministerstwa Komunikacji, 1949)
- Przez Mogilany i Obidową do Zakopanego (przewodnik krajoznawczy; Wydawnictwo Biura Turystyki Ministerstwa Komunikacji 1949; wydanie 2 zmienione: Spółdzielczy Instytut Wydawniczy „Kraj”, 1952)
- Beskidy (przewodnik krajoznawczy; Nasza Księgarnia, 1950)
- Babia Góra, Gorce, Beskid Wyspowy (przewodnik krajoznawczy; Spółdzielczy Instytut Wydawniczy „Kraj”, 1951)
- Wycieczki i wczasy jednodniowe z Krakowa (przewodnik krajoznawczy; Spółdzielczy Instytut Wydawniczy „Kraj”, 1951; wydanie 2 poszerzone: Sport i Turystyka, 1953)
- Okolice Krakowa (przewodnik krajoznawczy; Spółdzielczy Instytut Wydawniczy „Kraj”, 1952)
- Przewodnik wędkarski po województwie krakowskim (współautor: Czesław Żelazny; opracowanie części turystyczno-krajoznawczej; Spółdzielczy Instytut Wydawniczy „Kraj”, 1952)
- Gorce i Beskid Wyspowy (przewodnik krajoznawczy; Spółdzielczy Instytut Wydawniczy „Kraj”, 1953)
- Okolice Makowa i Jordanowa (przewodnik krajoznawczy; fotografie: W. Gottlieb-Bogucki, J. Hauser, S. Pagaczewski; Spółdzielczy Instytut Wydawniczy „Kraj”, 1953)
- Rabka i Dolina Raby (przewodnik krajoznawczy; Sport i Turystyka, 1953)
- Zabytkowe budowle Podhala (przewodnik krajoznawczy; Sport i Turystyka, 1953)
- Wycieczki z Nowej Huty (współautorzy: Cz. Bogusz, K. Sosnowski; Sport i Turystyka, 1954)
- Z biegiem Dunajca (album krajoznawczy; opracowanie ilustracyjne Kazimierz Saysse-Tobiczyk; Sport i Turystyka, 1954, 1955, 1957)
- Jura Krakowsko-Częstochowska (album krajoznawczy; Ilustrował i objaśnił Kazimierz Saysse-Tobiczyk; Sport i Turystyka, 1955)
- Z Krynicy do Tatr (współautor Zbigniew Płonka; wstęp i opracowanie Justyn Wojsznis; część informacyjną opracował Fryderyk Kędzior; Sport i Turystyka, 1955)
- Zielona wędrówka (powieść dla młodzieży; Nasza Księgarnia, 1957)
- Czerwony dzień z kalendarza (opowiadania; Spółdzielnia Wydawnicza „Czytelnik”, 1959)
- Diabelski kamień (opowiadania dla dzieci; Spółdzielnia Wydawnicza „Czytelnik”, 1961, 1966; Wydawnictwo Literackie, 2005, ISBN 83-08-0370-8-9)
- W dolinie Sanu (album krajoznawczy; ilustracje A. Haupt; Sport i Turystyka, 1959)
- Raj na kółkach (powieść dla młodzieży; Wydawnictwo Morskie, 1959)
- Na zielonej trawce pod Krakowem (przewodnik krajoznawczy; Wydawnictwo Artystyczno-Graficzne, 1962)
- Nocne marki (opowiadania; Wydawnictwo Łódzkie, 1962)
- Więźniowie skalnego grodu. Powieść dla starszych dzieci (Wydawnictwo Literackie, 1962, 1967, 1986, ISBN 83-08-0142-7-5; 2003, ISBN 83-08-03357-1)
- Ziemia krakowska (przewodnik krajoznawczy; Wydawnictwo Artystyczno-Graficzne, 1962, 1974; także przekłady na języki: angielski, francuski, niemiecki i rosyjski)
- Dzień dobry Kaukazie (reportaż podróżniczy; Wiedza Powszechna, 1963)
- Opowieści znad granic (reportaże; Wydawnictwo MON, 1963)
- W krainie skał i zamków (album krajoznawczy; fotografie Henryk Hermanowicz; Sport i Turystyka, 1963, 1975)
- Tajemnicza recepta (utwór dramatyczny; powst. 1964; niepublikowany)
- Krople głogu (wiersze i proza poetycka; Wydawnictwo Literackie, 1965)
- Porwanie Baltazara Gąbki (powieść dla młodzieży; ilustracje Alfred Ledwig; Wydawnictwo Literackie, 1966, 1969, 1972, 1975, 1983, 1989, ISBN 83-08-0087-0-4; Wydawnictwo Sagittarius 1994, ilustrował Mirosław Gryń, ISBN 83-86-0780-5-7; Wydawnictwo Siedmioróg, 1997, ilustrował Jacek Skrzydlewski, ISBN 83-71-6222-1-X; Wydawnictwo Literackie, 2002, ISBN 83-08-0284-1-1; jako część tomu Przygody Baltazara Gąbki. Trylogia: Wydawnictwo Literackie, 2011, 2016, ISBN 978-83-08-04814-6; wydanie francuskie: L’enlèvement de Balthazar Éponge, tłum. Małgorzata Sadowska-Daguin, ilustracje Daniel Maja; Hachette, 1993, ISBN 2-01-019848-4; także tłumaczenia na inne języki obce)
- Wyprawa pod gęsią nóżką (utwór dramatyczny dla dzieci; powst. ok. 1966; adaptacja: Maria Billiżanka, Teatr Rozmaitości, Kraków, 1966)
- Gospoda pod Upiorkiem (powieść dla młodzieży; Spółdzielnia Wydawnicza „Czytelnik”, 1968, 1981, ISBN 83-07-0045-0-0; Wydawnictwo Literackie, 2004, ISBN 83-08-0353-2-9)
- Anna z mórz południowych (powieść dla młodzieży; Spółdzielnia Wydawnicza „Czytelnik”, 1969, Wydawnictwo Literackie, 2006, ISBN 83-08-0382-3-9)
- Bzdurki dla córki (utwór dla dzieci; Wydawnictwo Literackie, 1971, 1980, 1991, ISBN 83-08-0205-1-0)
- Spotkajmy się u wód (gawędy historyczne o polskich uzdrowiskach; Wydawnictwo Literackie, 1972)
- Księżniczka Soliny (powieść; Wydawnictwo Harcerskie Horyzonty, 1973)
- Szkoła bez dzwonka (powieść; Wydawnictwo Literackie, 1974)
- Misja profesora Gąbki. Opowieść o nowej wyprawie (powieść dla młodzieży; ilustracje Alfred Ledwig; Wydawnictwo Literackie, 1975, 1985, ISBN 83-08-0118-3-7; 2002, ISBN 83-08-0319-5-1; jako część tomu Przygody Baltazara Gąbki. Trylogia: Wydawnictwo Literackie, 2011, 2016, ISBN 978-83-08-04814-6)
- Oddalenie (opowiadania; Wydawnictwo Literackie, 1976)
- Gąbka i latające talerze (powieść dla młodzieży; ilustracje Alfred Ledwig; Wydawnictwo Literackie, 1979, 1986, 1989, ISBN 83-08-0008-3-5; 2002, ISBN 83-08-0319-6-X; jako część tomu Przygody Baltazara Gąbki. Trylogia: Wydawnictwo Literackie, 2011, 2016, ISBN 978-83-08-04814-6)
- Z tobołkiem za Kraków (szkice historyczno-krajoznawcze; Wydawnictwo Literackie, 1979)
- Znów idę na południe (wspomnienia z wędrówek po Beskidach i Gorcach; fotografie Henryk Hermanowicz; Sport i Turystyka, 1979, ISBN 83-21-7224-2-3)
- Przygoda na Rodos (powieść dla młodzieży; ilustracje Marek Pietrzak: Wydawnictwo Literackie, 1982, ISBN 83-08-0073-8-4; ilustracje Alfred Ledwig: Wydawnictwo Literackie, 2002, ISBN 83-08-0328-8-5)
- Straszydła. Scenariusz filmu rysunkowego (współautor Ryszard Słabczyński; na podstawie serialu pt. „Kochajmy straszydła”, Telewizja Polska, 1984; publikacja: „Ekran”, 1984)
- Przygody Baltazara Gąbki. Trylogia (jednotomowe wydanie książek: Porwanie Baltazara Gąbki, Misja profesora Gąbki. Opowieść o nowej wyprawie i Gąbka i latające talerze; ilustracje kolorowane Alfred Ledwig; Wydawnictwo Literackie, 2011, 2016, ISBN 978-83-08-04814-6; także jako audiobook: czyta Krzysztof Tyniec, nagranie zrealizowano w studiu S10 Teatru Polskiego Radia w formacie mp3, ISBN 978-83-08-04835-1)

## Opracowania edytorskie
- Michał Bałucki, Grube ryby. Komedia w 3 aktach (Wydawnictwo M. Kot, 1948)